# Teresa Bernadas
Teresa Bernadas, née le 31 mai 1994 à Igualada en Catalogne en Espagne, est une gardienne internationale espagnole de rink hockey. 

## Palmarès
En 2016, elle participe au championnat du monde.